# Prexelmühle
Prexelmühle ist ein Gemeindeteil des Marktes Pleinfeld im Landkreis Weißenburg-Gunzenhausen (Mittelfranken, Bayern). Prexelmühle liegt in der Gemarkung Stirn.

## Lage
Die Einöde liegt im Fränkischen Seenland, 3 Kilometer nördlich von Pleinfeld, direkt an der Staatsstraße 2224, hier auch Mühlstraße genannt, im Westen und der Schwäbischen Rezat im Osten. Weiter westlich verläuft die Bahnstrecke Treuchtlingen–Nürnberg.

## Geschichte
Vor der Gemeindegebietsreform ein Gemeindeteil von Stirn, wurde Prexelmühle am 1. Juli 1972 zusammen mit seinem Hauptort nach Pleinfeld eingegliedert.